# Wiktor Alexejewitsch Wlassow
Wiktor Alexejewitsch Wlassow (russisch Виктор Алексеевич Власов; * 11. Juni 1951 in Moskau, Russische SFSR) ist ein ehemaliger sowjetischer Sportschütze.

## Erfolge
Wiktor Wlassow, der für ZSKA Moskau aktiv war, nahm an den Olympischen Spielen 1980 in Moskau mit dem Kleinkalibergewehr im Dreistellungskampf teil. Mit insgesamt 1173 Punkten erzielte er einen neuen Weltrekord und wurde vor Bernd Hartstein und Sven Johansson Olympiasieger.
In Caracas wurde Wlassow 1982 dreimal mit der Kleinkaliber-Mannschaft Weltmeister. Sowohl im Dreistellungskampf als auch im liegenden und stehenden Anschlag sicherte er sich den Mannschaftstitel. Im knienden Anschlag gewann er mit der Mannschaft Silber und mit dem Standardgewehr im Dreistellungskampf Bronze. In den Einzelwettbewerben im Dreistellungskampf und im liegenden Anschlag belegte Wlassow ebenfalls den dritten Rang. Im Jahr darauf wurde er mit der Luftgewehr-Mannschaft in Innsbruck ebenfalls Dritter. Seinen vierten Weltmeisterschaftstitel gewann Wlassow 1984 in Suhl mit der Kleinkaliber-Mannschaft im knienden Anschlag. Darüber hinaus sicherte er sich mit ihr Silber im Dreistellungskampf und im stehenden Anschlag sowie mit dem Standardgewehr im Dreistellungskampf.